# نعمت‌الله فاضلی
نعمت‌الله فاضلی (زاده ۱ شهریور ۱۳۴۳، اراک) انسان‌شناس و نویسنده ایرانی است. فاضلی استاد بازنشسته پژوهشگاه علوم انسانی و مطالعات فرهنگی است. او دکترای خود را در رشته انسان‌شناسی اجتماعی از مدرسه مطالعات شرقی و آفریقایی دانشگاه لندن در سال ۱۳۸۳ اخذ کرد. فاضلی آثار متعددی در حوزه انسان‌شناسی، مطالعات فرهنگی، مطالعات شهری و فرهنگ ایران معاصر تألیف و ترجمه کرده است. کتاب‌هایی مانند تجربه تجدد، تاریخ فرهنگی ایران مدرن، فرهنگ و شهر، مردم‌نگاری سفر و پشت دریاها شهری است، از مهم‌ترین تألیفات وی به‌شمار می‌روند. وی سخنرانی‌ها، نشست‌ها و گفتگوهای متعددی در ارتباط با فرهنگ معاصر ایران و موضوعات مختلف علوم‌انسانی و اجتماعی در انجمن جامعه‌شناسی ایران، پژوهشگاه علوم‌انسانی و مطالعات‌فرهنگی و دانشگاه‌های مختلف ایران داشته است. علاوه بر این، فاضلی با نوشتن مقالات و یادداشت‌های مختلف و گفتگو و مصاحبه با مطبوعات غیر دانشگاهی از جمله روزنامه ایران، همشهری، اعتماد و شرق در حوزه عمومی نیز فعالیت دارد. بخشی از این گفتگوها و مصاحبه‌ها در کتاب در حوالی همین کوچه‌ها منتشر شده است. او همچنین گفتگوها و مناظره‌های علمی متعددی با شخصیت‌های علمی ایران از جمله دکتر عباس علوی شاد، محمد امین قانعی راد، محمود شهابی، رضا داوری، علی اصغر مصلح، صادق زیباکلام، علیرضا شجاعی زند، محمدرضا اسدی و احمد آکوچکیان در برنامه‌های تلویزیونی داشته است.
فاضلی نقش مؤثری در گسترش رشته انسان‌شناسی فرهنگی و مطالعات فرهنگی در ایران داشته است. داریوش رحمانیان، او را دانشمندی تمام عیار در مباحث میان‌رشته‌ای می‌داند که وجودش در این مباحث، در فضای آکادمیک کشور مغتنم است. فاضلی در زمینه‌های مطالعات آموزش عالی، مطالعات شهری، سیاست فرهنگی، تاریخ فرهنگی، مطالعات رسانه، جامعه‌شناسی هنر و ادبیات، مردم‌نگاری با تمرکز بر مردم‌نگاری در حوزه‌های فرهنگ معاصر ایران و بریتانیا و همچنین آموزش انسان‌شناسی‌اجتماعی- فرهنگی و مطالعات فرهنگی، فعالیت‌های آموزشی و پژوهشی و مشاوره‌های تخصصی انجام می‌دهد. حسن محدثی در مقاله خود دربارهٔ نظریه‌های جامعه‌شناسی در ایران، از نعمت‌الله فاضلی به عنوان یکی از معدود استادان علوم اجتماعی یاد می‌کند که واجد استقلال‌فکری و خلاقیت‌نظری است.

## زندگی و تحصیلات
نعمت‌الله فاضلی در روستای مصلح‌آباد اراک متولد شد. تحصیلاتش را تا پایان دوره دبیرستان در مصلح آباد گذراند. فاضلی دوره کارشناسی خود را در گرایش پژوهشگری رشته علوم اجتماعی در دانشگاه تبریز و دوره کارشناسی ارشد را در رشته مردم‌شناسی در دانشگاه تهران سپری کرد. او دکتری خود را در رشته انسان‌شناسی اجتماعی در سال ۱۳۸۳ از دانشگاه لندن (مدرسه مطالعات شرق و آفریقا) اخذ کرد. فاضلی در رساله خود با عنوان «ابعاد سیاسی فرهنگ»، به بررسی شکل‌گیری مطالعات انسان‌شناختی، آموزش این رشته در ایران و پیوندهای آن با تحولات سیاسی رخ داده در یک صد سال گذشته مانند انقلاب مشروطه، روی کار آمدن خاندان پهلوی و انقلاب اسلامی پرداخت. رساله فاضلی را انتشارات راتلج با همکاری فرهنگستان بریتانیا در سال ۲۰۰۶ منتشر کرده است. مایکل فیشر، استاد دانشگاه MIT در یادداشتی دربارهٔ این کتاب، آن را اثری ممتاز می‌داند که اطلاعات اتوبیوگرافی شگفت‌انگیزی بدست می‌دهد.
.

## فعالیت‌های دانشگاهی
فاضلی فعالیت دانشگاهی خود را از سال ۱۳۷۰ با تدریس در دانشگاه خوارزمی به عنوان مربی، آغاز کرد. او در ابتدا به تدریس دروس انسان‌شناسی‌فرهنگی و جامعه‌شناسی هنرها و ادبیات پرداخت. فاضلی در سال ۱۳۷۴، به ریاست مرکز پژوهش‌های بنیادی وزارت فرهنگ و ارشاد اسلامی منسوب شد و تا سال ۱۳۷۸ که برای ادامه تحصیل به انگلستان رفت، در این سمت فعالیت داشت. او در سال ۱۳۷۵ فصلنامه تحقیقات فرهنگی «نامه پژوهش» (این فصلنامه در سال ۱۳۸۱ به نامه پژوهش فرهنگی تغییر نام یافت و در حال حاضر با نام فصلنامه فرهنگ و ارتباطات منتشر می‌شود) و در ۱۳۷۶ فصلنامه تحقیقات فرهنگی استان مرکزی با نام «راه دانش» را راه اندازی کرد. او در سال ۱۳۸۳ پس از اخذ دکترای انسان‌شناسی‌اجتماعی به ایران بازگشت و به عنوان معاون پژوهشی دانشگاه علامه‌طباطبائی فعالیت خود را آغاز کرد. از آن زمان او به عنوان عضو گروه مطالعات فرهنگی دانشگاه علامه‌طباطبائی به تدریس دروس برنامه‌ریزی و سیاست گذاری‌فرهنگی، جامعه‌شناسی هنرها و ادبیات، برنامه‌ریزی‌فرهنگی شهر و انسان‌شناسی‌فرهنگی پرداخت. فاضلی در این دوره با انجمن جامعه‌شناسی ایران و انجمن مطالعات فرهنگی و ارتباطات همکاری داشت و مدتی، مدیر گروه مطالعات فرهنگی انجمن جامعه‌شناسی ایران بود. او در سال ۱۳۹۱، به پژوهشگاه علوم‌انسانی و مطالعات فرهنگی انتقال یافت و در سال ۱۳۹۲ به عنوان رئیس پژوهشکده مطالعات‌اجتماعی این پژوهشگاه، انتخاب شد. او هم‌اکنون، مدیر مسئول مجله جامعه پژوهشی فرهنگی است. نعمت‌الله فاضلی از سال ۲۰۰۴ تا سال ۲۰۱۱ عضو وابسته هیئت علمی مدرسه مطالعات شرق و آفریقا دانشگاه لندن بود. علاوه بر این او از سال۱۳۸۷ تاکنون عضو وابسته دانشکده مطالعات جهان دانشگاه تهران می‌باشد. فاضلی تألیفات و ترجمه‌های بسیار فراوانی در قالب کتاب، مقاله و یادداشت در رابطه با موضوعات مختلف حوزه علوم‌اجتماعی، انسان‌شناسی، جامعه‌شناسی و مطالعات فرهنگی منتشر کرده است.

## برنامه‌های پژوهشی
فاضلی در همه آثار و فعالیت‌های علمی خود، پنج برنامه پژوهشی را دنبال کرده است:

### شناسایی و تحلیل فرهنگ معاصر ایران
فاضلی، در مجموعه‌ای از کتاب‌ها و مقاله‌هایش در سال‌های اخیر، تلاش کرده است تا با تمرکز بر فرایندهای عمومی تحول فرهنگی در ایران معاصر، مانند رسانه‌ای شدن، زنانه شدن، امروزی شدن، جوانی شدن، فراغتی شدن، شبکه‌ای شدن و …، تجربه تجدد در ایران معاصر را با رویکردی انسان شناسانه و روشی مردم نگارانه توصیف و تحلیل کند. ایده کانونی این آثار این است که تجدد در ایران امری تحقق یافته است. برخلاف دیدگاه‌هایی که تجدد را انکار می‌کنند یا آن را نوعی تقلید خام از غرب می‌دانند، فاضلی تجدد را به صورت امری بومی یا ایرانی نشان می‌دهد. در چارچوب این برنامه پژوهشی، فاضلی سرپرستی «دانشنامه فرهنگ معاصر ایران» را نیز برعهده دارد. این دانشنامه از سال ۱۳۹۳، وابسته به کتابخانه ملی جمهوری اسلامی ایران، فعالیت خود را آغاز کرده است و تا پایان سال ۱۳۹۸ منتشر خواهد شد.

### مسئله‌شناسی فرهنگی
یکی از کارویژه‌های علوم انسانی و اجتماعی مدرن این است که به‌طور منظم وضعیت جامعه و انسان معاصر را ارزیابی انتقادی کند، مانند آیینه‌ای در مقابل آن بایستد و مسئله‌های آن را نشان دهد. این گذاره ایدهٔ کانونی فاضلی در برنامه پژوهشی «مسئله‌شناسی فرهنگی» است. به اعتقاد فاضلی، تشخیص مسئله‌های جامعه نمی‌توانند با رویکردهایی که امروزه با نام «آسیب‌شناسی اجتماعی و مسائل اجتماعی» شناخته می‌شوند، به نحوه همه‌جانبه و عمیق شناخته شوند. از این رو او رویکردی را با نام «مسئله‌شناسی فرهنگی» دنبال می‌کند. این رویکرد به دنبال آن است که اولاً، به جای توصیف و تحلیل غیر تاریخی چالش‌های اجتماعی، که در تحقیقات پیمایشی آسیب شناسانه مسائل اجتماعی انجام می‌شود، به تحلیل تاریخی و تفسیری و کیفی آن‌ها بپردازد. ثانیاً، مطالعات آسیب شناسانه اجتماعی تاکنون نتوانسته‌اند نوعی شناخت نظری از کلیت جامعه ایران در دوره معاصر ایران ارائه کنند؛ زیرا این نوع مطالعات با رویکرد جزء نگر و تجربه گرای تحصّلیشان قادر نیستند وضعیت جامعه ایران را صورت بندی نظری کنند. فاضلی با طرح و پیگیری برنامه پژوهشی خود به عنوان «مسئله‌شناسی فرهنگی»، تاکنون در چند زمینه مشخص، این رویکرد را عملاً به کار بسته است. برخی از این مطالعات عبارتند از: مسئله پوشش در ایران معاصر، مسئله مندی نوشتن در علوم انسانی و اجتماعی ایران، مسئله شهر در ایران معاصر، مسئله تنهایی، مسئله شادی، مسئله برنامه‌ریزی شهری و…. فاضلی در کتاب «مسئله چیست؟» جنبه‌های معرفت شناسانه، روش شناسانه و نظری رویکرد مسئله‌شناسی فرهنگی را شرح داده است.

### تاریخ فرهنگی ایران
یکی دیگر از برنامه‌های پژوهشی فاضلی، معرفی و بکارگیری حوزهٔ تاریخ فرهنگی برای مطالعهٔ جامعه و فرهنگ معاصر ایران به کار گیرد. تاریخ فرهنگی یکی از حوزه‌های پژوهشی میان رشته‌ای است که در دهه‌های اخیر در جهان گسترش یافته است. این حوزه با حوزهٔ تاریخ فرهنگ تفاوت دارد. ایده کانونی فاضلی در برنامه پژوهشی تاریخ فرهنگی، این است که ما برای شناخت وضعیت امروز جامعه ایران، نیازمند یک رویکرد گفتمانی و تبارشناسانه به مسائل امروزی خود هستیم. لازمهٔ این کار، تحلیل مسائل امروز، در فرایند تاریخی شکل‌گیری آنها، یعنی در دورهٔ ۱۵۰ ساله ایران معاصر است. به اعتقاد او، ما از طریق تحلیل گفتمان می‌توانیم از وضعیت کنونی جامعه، انسان ایرانی و تجربهٔ زیسته اش، آشنایی زدایی کنیم. فاضلی، در چارچوب این برنامه پژوهشی، «کتاب تاریخ فرهنگی چیست؟» اثر پیتر برگ را ترجمه و چاپ کرد که اولین متن فارسی برای آشنایی با این رویکرد در ایران بود. او همچنین مجموعه‌ای از مقالات و سخنرانی‌های مربوط به تاریخ فرهنگی را ارائه کرده است. او در این برنامه پژوهشی، به مطالعه گفتمان‌های حافظه، گفتمان‌های کتاب، گفتمان‌های مسجد، گفتمان‌های بدن و موضوعات دیگر در ایران امروز پرداخته است.

### ابعاد فرهنگی شهر؛ چرخش فرهنگی در گفتمان مطالعات شهری ایران
در این برنامه پژوهشی، فاضلی تلاش کرده تا با ظرح رویکرد فرهنگی به شهر، گفتمان مطالعات شهری در ایران را نقد کند. ایده مرکزی فاضلی در این برنامه پژوهشی این است که ابعاد گوناگون سیاسی، اجتماعی و اقتصادی شهر باید از منظر فرهنگی مورد تحلیل و بررسی قرار گیرند. او این ایده را در کتاب «فرهنگ و شهر» و «کتاب پشت دریاها شهری است: فرایندها، روش‌ها و کاربردهای مردم نگاری شهری» و همچنین مقالات و سخنرانی‌های مختلف، بیان کرده است. فاضلی در جهت پیشبرد این برنامه پژوهشی و ترویج رویکرد فرهنگی در مطالعات شهری ایران چند اقدام را انجام داده است. او به منظور ترجمه کتاب‌های ضروری برای شناخت ابعاد فرهنگی شهر و برنامه‌ریزی فرهنگی شهر، طرحی را اجرا کرد. ترجمه مجموعه کتاب‌هایی با عنوان «فرهنگ و شهر» توسط انتشارات تیسا، با پیشنهاد و نظارت فاضلی انجام شده است. درآمدی بر فضای هانری لوفور، نظریه اجتماعی و مسئله شهر، جامعه‌شناسی شهری نوین و بنیان‌های نظری در مطالعات شهری از جمله کتاب‌های این مجموعه هستند. یکی دیگر از فعالیت‌های فاضلی در برنامه پژوهشی گفتمان فرهنگی شهر، برگزاری همایش «شهر و زندگی روزمره» در سال ۱۳۹۳بود که نتایج این همایش در قالب شش جلد کتاب توسط انتشارات تیسا منتشر شد. بخش دیگری از این برنامه پژوهشی، شناسایی و انتشار رساله و دانشجویان رشته‌های مختلف در زمینه شناسایی ابعاد فرهنگی شهر در ایران امروز است. تاکنون، چندین رساله و پایان‌نامه بصروت کتاب در این مجموعه، توسط انتشارات تیسا چاپ شده است.

### ابعاد فرهنگی آموزش، علم و دانشگاه
شناسایی و تحلیل نهاد دانشگاه و همچنین علوم انسانی و اجتماعی از منظر فرهنگ در ایران معاصر، یکی دیگر از برنامه‌های پژوهشی موجود در کارنامه دانشگاهی فاضلی است. ایده اصلی فاضلی در این برنامه پژوهشی این است که رویکرد غالب در شکل‌گیری و گسترش آموزش و آموزش عالی در ایران معاصر، رویکردی ابزاری یا فن سالارانه بوده است که از دو نظر، ابعاد فرهنگی در آن نادیده گرفته شده‌اند:
- آموزش و علم و دانشگاه در معنای معاصر آن دربردارنده نوعی نظم نمادین، ارزش‌های اخلاقی و باورهای ویژه خود است که متناسب با منطق اقتضای جهان مدرن می‌باشد.
- در رویکرد فن سالارانه غالب در نظام آموزشی و آموزش عالی ما، اقتضائات تاریخی و بومی فرهنگ و جامعه ایران نیز دیده نشده است. در نتیجه، نظام آموزش و آموزش عالی فن سالار در ایران معاصر از ایفای مهم‌ترین کارویژه اش یعنی خلق سوژه یا انسان نوعی معاصر، بازمانده است.

مجموعه مطالعات او در این زمینه در کتاب «فرهنگ و دانشگاه» منتشر شده است. علاوه بر این، کتاب‌های «مردم نگاری آموزش» و «انسان‌شناسی مدرن در ایران معاصر» و مقاله‌ها و سخنرانی‌های متعدد، از دیگر آثار و فعالیت‌های او در چارچوب این برنامه پژوهشی هستند.

## اندیشه‌ها

### تجدد در ایران
فاضلی معتقد است بر اثر فرا فرایندهایی مانند صنعتی شدن، شهری شدن، جهانی شدن، بوروکراتیک شدن، رسانه‌ای شدن و ارتباطات جامعه ایرانی، مدرن یا امروزی شده است. اما این مدرن شدن، با مدرنیته به مفهوم غربی آن متفاوت است. انسان ایرانی در مواجهه با فرایندهای امروزی شدن، نهادها و باورهای سنتی خود را بازآفرینی کرده است؛ بنابراین ایرانیان، تجربه‌ای بومی از مدرن شدن داشته‌اند. فاضلی با کاربرد مفهوم‌گذار برای جامعه ایرانی مخالف است و معتقد است نمی‌توان جامعه‌ای را نه سنتی دانست و نه مدرن. جامعه ایرانی ترکیب‌های مختلفی از الگوهای سنتی و مدرن را شکل داده است.

### مطالعات شهری

#### رویکرد فرهنگی به شهر
فاضلی معتقد است گفتمان مطالعات شهری ایران، نیازمند بکارگیری رویکرد فرهنگی به شهر است. این چشم‌انداز که حاصل چرخش فرهنگی و پارادایم فرهنگی است، اشاره به فرهنگی شدن جوامع یعنی ادغام حوزه‌های مختلف اجتماعی در یکدیگر یا در فرهنگ دارد. از این رو می‌توان از فرهنگی شدن اقتصاد، توسعه، سیاست، مدنیت، فرهنگ و شهر یاد کرد. منظور از چشم‌انداز فرهنگی به شهر، مطالعه و توضیح ابعاد گوناگون اقتصادی، اجتماعی و سیاسی شهر از منظر فرهنگ است. در این رویکرد، برخلاف گفتمان‌هایی که شهر را از منظر معینی مانند کارکرد سیاسی، اقتصادی، صنعتی یا اجتماعی مطالعه می‌کنند، شهر از تمام زوایای ممکن تحلیل می‌شود. همچنین این رویکرد جامع و کل نگر، شهر را در بستر تحولات معرفت‌شناسی و اجتماعی و تاریخی آن بررسی می‌کند.

#### نظریه کاستی فرهنگ
به اعتقاد فاضلی، مسئله نظام برنامه‌ریزی شهری ما، «کاستی فرهنگ» است. در تمام برنامه‌ریزی‌ها چه برنامه‌ریزی توسعه ملی و چه برنامه‌ریزی توسعه شهری فقدان جایگاه فرهنگ بشدت احساس می‌شود. در ایران، از اواخر دوره رضاشاه به بعد و شکل‌گیری اقتصاد بر پایه نفت و سپس منابع و معادن و متأثر از نوع گفتمان مسلط بر برنامه‌های توسعه‌ای در ایران، نوعی گسیختگی و پارگی در فرهنگ، یا همان «کاستی فرهنگ» به وجود آمد. کاستی فرهنگ اشاره به این دارد که عامل انسانی، تاریخی و اجتماعی تا حدود زیادی از نظام برنامه‌ریزی توسعه شهری ایران معاصر حذف شده یا به حد کافی به آن‌ها توجه نشده است. منظور از انسان تجربه‌های جمعی تاریخی، میراث فرهنگی و دانش‌های بومی است. این کاستی فرهنگ، در سطح سیستم (یعنی نظام اداری و مدیریت شهری) وجود دارد نه سطح ساختاری و فردی. بی‌توجهی سیستم به انسان یعنی این که سیستم در خدمت اشیا است و نه در خدمت ارتقای توانمندی‌های فردی و جمعی. سیستم برنامه‌ریزی ممکن است به لحاظ گفتمانی و آگاهی نظری از ناسیونالیسم یا مذهب یا چیز دیگری صحبت کند؛ اما آنجایی که می‌خواهد آموزش، فضای شهری و غیره را توسعه دهد، انسان و نیازهای واقعی او و تجربه‌های تاریخی او را مبنا قرار نمی‌دهد. پس، کاستی فرهنگ به معنای این نیست که جامعه فاقد فرهنگ است. به معنای این است که ارتباط ارگانیک و کارکردی بین سیستم و نظام برنامه‌ریزی و زیست جهان مردم مختل شده است. فاضلی، گفتمان توسعه ایران را یک گفتمان عمرانی می‌داند که خلأ انسان و فرهنگ در نظام برنامه‌ریزی ایران را در پی داشته است. از نظر فاضلی، دال مرکزی برنامه‌های توسعه در ایران «عمران» (ساخت‌وساز) بوده است و نظام‌های ویژه‌ای را برساخت کرده است:
- نظام دانش اثباتی: مبتنی بر وجود کمی و سنجش پذیر
- نظام اداری: برنامه‌ریزی به معنای تخصیص بودجه و بودجه ریزی
- نظام اجتماعی: تخیل اجتماعی مبتنی بر زندگی فیزیکی و مادی
- نظام سیاسی: شکل‌گیری خرده‌نظام‌های پیشران مانند فساد و رانت

مهم‌ترین ویژگی گفتمان عمران سیطره اشیا بر انسان و نادیده گرفتن عناصر انسانی یعنی تاریخ، جغرافیای فرهنگی و اجتماع است که باعث کاستی فرهنگ شده است. فاضلی معتقد است مسئله فرهنگ در نظام برنامه‌ریزی شهری ایران به «نظام دانش» در برنامه‌ریزی‌های توسعه شهری در ایران معاصر برمی‌گردد. منظور از نظام دانش روش‌های تحقیق، فرم دانش و رویکردهای معرفت‌شناسانه و همچنین مسئله نحوه کاربست دانش در نظام برنامه‌ریزی شهری ماست. غلبه نوعی «شبه پوزیتیویسم» بر نظام دانش در برنامه‌ریزی شهری ایران و وجود نوعی ایدئولوژی به نام «فیزیکالیسم» یا کالبدگرایی مانع از توجه جدی و مؤثر به انسان و فرهنگ در برنامه‌ریزی توسعه شهری شده است. نتیجه این امر، چیزی بیشتر از گسترش کالبد یا بُعد فیزیکی شهر و فضا نیست. نشان بارز این امر، «فقر هویتی» شهرهای معاصر ماست. البته این نظام دانایی همبسته قدرت است یعنی با مناسبات مادی و اقتصاد سیاسی شهر و نیروهای مادی در شهر در هم پیوسته و تنیده شده است. مسئله ما در نظام برنامه‌ریزی تمام دوره معاصرمان این است که تولید سوژه، مبنای نظام برنامه‌ریزی نبوده است. سوژه یعنی انسان نو، یعنی شهروند. نظام دانایی ما مبنی بر یک شبه پوزیتیویسم ایرانی در هر سه سطح مسئله‌شناسی، معرفت‌شناسی و روش‌شناسی است. این نظام، که مانع جدی در شکل‌گیری نوعی مدیریت شهری و نظام برنامه‌ریزی توسعه همه‌جانبه و کارآمد در ایران معاصر شده، دارای چند ویژگی اصلی است:
- فقط می‌تواند مادی‌ترین یا قابل مشاهده‌ترین سطح واقعیت شهری را ببیند نه بیش تر.
- هیچ‌گاه به لحاظ معرفت‌شناختی توضیح داده و نقد نمی‌شود.
- متناسب با ساختار بوروکراسی و نظام اداری است.
- در شبه‌پوزیتیویسم ایرانی، علم‌نمایی و نمایش علمی بودن مهم است.
- تناقضات و پارادوکس‌های موجود در ساختار اجتماعی، سیاسی و فرهنگی را تبدیل به تناقضات کمی می‌کند.
- ضدانسان است. در این نظام دانش، دانش در خدمت اشیا و در خدمت پول است.
- رویکرد رشته‌ای دارد؛ یعنی دریچه‌هایی به سوی دانش‌های متعدد و متکثر ندارد.
- یک عقلانیت ابزاری، سرکوبگر، سطحی‌نگر و کاسب‌کارانه و شبه‌دانشی است.

ملاحظه فرهنگ در برنامه‌ریزی توسعه، نیازمند دانشی تفسیری، تفهمی، فرارشته‌ای و کیفی است که بتواند کلیت جامعه و انسان ایرانی را در نظر بگیر. به اعتقاد فاضلی، سیطره همه‌جانبه گفتمان عمرانی در نظام برنامه‌ریزی توسعه در ایران باعث گسیختگی‌هایی در جامعه و برنامه‌ریزی و توسعه شهری شده است:
۱- گسیختگی‌های جامعه:
- گسیختگی زمانی میان گذشته، حال و آینده و بی‌توجهی به منابع تاریخی
- گسیختگی مکانی: رابطه غیر متعامل با طبیعت، همگن‌سازی شی‌واره و یکنواختی شهری
- گسیختگی انسانی: شکاف میان گروه‌های اجتماعی و عدم سوژه‌سازی مدرن
- گسیختگی سازمانی: بیگانگی و گسیختگی وجوی میان نظام اداری-اجتماعی، شیوه زندگی موجود، قالب و قانون نظم نوین

۲- فرایندهای گسیختگی در برنامه‌ریزی و توسعه شهری:
- گسیختگی حافظة جمعی در شهر؛ روانپریشی شهری
  - از دست دادن توانایی ایجاد ارتباط خلاقانه با گذشته تاریخی، شکاف با میراث ملموس و ناملموس فرهنگ ایرانی و ناخودآگاه ذهن جمعی
  - زدودن حافظة جمعی تاریخی شهری از معماری شهر، سیمای شهر، پوشش شهر، المان‌های شهری و رفتار ساکنان شهر
- گسیختگی سیستم از زیست جهان‌های جمعی و مردمی
  - عدم امکان مشارکت فعالانه و خلاقانة گروه‌های اجتماعی در روند توسعة شهری
  - نبود زیرساخت‌های لازم برای توسعه نهادهای مدنی مشارکت‌جو و سازنده در مدیریت شهری
  - شکل‌گیری انواع مقاومت‌ها و پرهزینه شدن اقتصاد مدیریت شهری
- گسیختگی صورت‌بندی فرهنگ از کل
  - عدم توازن، همگنی و هارمونی صورت‌بندی‌های اقتصادی و اجتماعی و سیاسی و فرهنگی

فاضلی، راه حل‌های زیر را برای مواجهه با کاستی فرهنگ پیشنهاد می‌دهد:
- ایجاد خودآگاهی انتقادی نسبت به گسیختگی‌ها: گفتگو دربارهٔ فرهنگ و جایگاه آن
- ایجاد ارادة سیاسی برای ارتقاء جایگاه فرهنگ: به رسمیت شناختن تمام ظرفیت‌ها و سرمایه‌های فرهنگی در یک ارتباط گفتمانی واقعی
- لزوم وجود دانش فرهنگی، اخلاقی و راهبردی در برنامه‌ریزی فرهنگی
- نیاز به یک رنسانس شهری، یعنی احیای شهرها با توجه به توسعهٔ کارکردهای فرهنگی شهر و تبدیل شهر به کانونی برای تولید هنرها و صنایع فرهنگی، و اقتصاد فرهنگی شهر[۱۰۲][۱۰۳][۱۰۴]

#### برندسازی شهری
فاضلی، برندینگ را نوعی سیات‌گذاری یا راهبرد مدیریت شهری می‌داند که هدفش ارائه تصویر، تعریف و معنایی از یک شهر یا مکان برای جامعه جهانی است تا از این طریق تلقی منسجمی از کلیت شهر شکل گیرد. در این سیاست، با تکیه بر وجه خاصی از شهر و استفاده از همه قابلیت‌های تاریخی، اجتماعی یا سیاسی آن، شهر را به صورت یک نماد تأثیرگذار درمی‌آوریم.
فاضلی دو نوع برندینگ از هم تفکیک می‌کند:
- برندسازی ارگانیک: کارکردها و هویت شهر با برندی که در مسیر تاریخی اش به وجود آمده است، تناسب وجودی دارد.
- برندسازی استراتژیک: تلاش عامدانه و آگاهانه برای استفاده از تمام منابع فرهنگی به منظور تصویر کردن شهر

تا قبل از دهه ۱۹۶۰، شهر دنیای مدرن دارای کارکرد تولیدی و صنعتی از یک طرف و مرکزیت بخشی به هویت ملی از طرف دیگر بود. از سال‌های ۱۹۶۰ به بعد، با پایان یافتن شهر صنعتی و شکل‌گیری شهر پساصنعتی، پسامدرن، شبکه ای، دیجیتال و شهر رسانه و بعبارتی وقوع یک چرخش فرهنگی در دنیای جدید، سیاست برندسازی شهری وارد مدیریت شهری شد. در این چرخش فرهنگی، نهادها، موسسات و نشانه‌های شهر صنعتی در دوران مدرن به بیرون از شهر منتقل شدند، مراکز، مکان‌ها و فضاهای فرهنگی در شهر گسترش یافتند و اقتصاد فرهنگی شکل گرفت علاوه بر این، چرخشی میان رشته‌ای یا فرارشته‌ای در حوزه‌های مختلف علوم انسانی و اجتماعی، امکان مطالعه وجوه پنهان و نرم شهر و توزیع و کاربست دانش‌های تولید شده را فراهم کرد. در سایه این چرخش پارادایمی می‌توانیم از ظرفیت‌ها و منابع فرهنگی شهرهایمان برای بهبود شرایط زندگی شهروندان استفاده کنیم. به اعتقاد فاضلی، برندسازی شهری سیاستی است که براساس کارکرد، هویت و جایگاه هر شهری، توسط مدیریت شهری اتخاذ می‌شود نه شهروندان. رقابت شهرها در جهان امروز، مسابقات جهانی و ملی و منطقه‌ای بین شهرها، گسترش شهرنشینی نیاز شهرها به هویت متمایز و شناخته شدن، برندسازی شهری را تقویت نموده و به توسعه شهرها کمک کرده است.
فاضلی معتقد است، برندسازی شهری نیازمند چند عامل ضروری است:
- خودآگاهی فرهنگی نسبت به برنامه‌ریزی شهری و پذیرش رویکرد فرهنگی‌سازی برنامه‌ریزی یعنی تبدیل آگاهانه علامت‌ها و عناصر مادی شهر به نماد و نشانه و بکارگیری قابلیت‌های بالقوه و بالفعل معنایی، نمادین و تاریخی
- داشتن اراده سیاسی برای فرهنگی‌سازی شهرها و بسیج منابع فرهنگی شهر
- داشتن مهارت‌ها، قابلیت‌ها و دانش فنی لازم برای مدیریت کردن بر مبنای فرهنگی‌سازی شهر و برندسازی شهری
- نگاه بین رشته‌ای به مدیریت شهری و توجه به علوم انسانی و اجتماعی

از طرفی رسانه ونظام ارتباطی در صورتی می‌تواند در خدمت سیاست برندسازی شهری به عنوان سیاست توسعه شهری باید که همه عوامل فوق، وجود داشته باشد. از طرف دیگر، در فضای رسانه‌ای شده امروز، سیاست برندسازی بدون رسانه غیرممکن است و مدیریت شهری باید این مؤلفهٔ وجودی ارتباطی و رسانه‌ای شدهٔ فضا را درک کند. سیاست برندسازی از رسانه نه به عنوان یک ابزار برای تکثیر و انتقال خود، بلکه باید به عنوان ساحت وجودی شهر کمک گیرد. رسانه با ایجاد یک زبان زیبایی شناختی، هنری و فرهنگی با سیاست‌های توسعه شهری، در مسیر برندسازی قرار می‌گیرد. برندسازی سیاستی برای مواجهه با فضاهای استاندارد شده ملال‌آور و مناسب استثمار است.

#### زنان و فضای شهری
فاضلی معتقد است رابطه میان زنان و فضای شهری در ایران معاصر دارای دو جنبه است: زنانه شدن فضای شهری و شهری شدن زنان.
زنانه شدن فضای شهری بدین معناست که فضای امروز شهر تهران زنانه شده و زنان با پیشروی آرام، حضورشان را در شهر تثبیت می‌کنند. شهروندان تهرانی روزانه شاهد حضور زنان در عرصه‌های گوناگون اداری، بازار، آموزشی و فراغتی‌اند. رمزگذاری و رمزگشایی شهر به دست این زنان، به زنانه شدن فضای شهر انجامیده است. همچنین فضا در جامعه معاصر ایران دارای «بُعد زنانه» است، بُعدی که زیباشناسانه، ظریف و منطبق بر «ذائقه زنانه» است؛ بُعدی که گاه فیزیکی و معمارانه و گاه معنایی است. این بُعد زنانه هم در گفتمان‌های «مطالعات زنان» و هم «مطالعات فضا» در ایران امروز کمتر دیده شده و گاه نیز وجودش انکار می‌شود.
از نظر فاضلی، علاوه بر زنانه شدن فضای شهری، ما شا هد شهری شدن زنان هستیم. به اعتقاد فاضلی، بر اثر فرایندهایی مانند صنعتی شدن، گسترش دانش، دانش‌محور شدن، دموکراتیک شدن، رسانه‌ای شدن و …، زن معاصر ایرانی در سه بعد فیزیکی (بدن زنانه)، معرفت‌شناسی (آگاهی) و اجتماعی (زندگی روزمره) از زن پیشامدرن دچار گسست شده است. حاصل این گسست، شکل‌گیری زن ایرانی شهری شده است که ویژگی مهم آن فردیت و یگانگی است. مواجهه این زن شهری شده با زن عشایری یا روستایی موجود در ذهن مرد ایرانی، یک تقابل خشونت بار ایجاد می‌کند. راه حل رفع این رابطه خشونت بار، توانمند ساختن جامعه، مردان و سیستم‌هاست تا توانایی مواجهه واقع‌بینانه با زن شهری‌شده را داشته باشند. امروزه فناوری‌های رسانه‌ای در امتداد وجود زنانه قرار گرفته و زن شهری شده را در کلیت خود پذیرفته‌اند.

#### شادی و شهر
فاضلی در رابطه با احساس شادی در شهر معتقد است هر چند شهر مولد مشکلات و مسایل زیادی برای آدمی بوده است، اما در عین حال، سعادت‌ها، بهروزی‌ها، موفقیت‌ها و لذت‌هایی را نیز برای انسان ایجاد کرده است. شهر به انسان‌ها در جهت رسیدن به آرزوهایشان، که مهم‌ترین آن‌ها، حس خوب زندگی است، کمک می‌کند. همچنین شهر باعث تقویت فضایل اخلاقی ما از جمله احساس مسئولیت جمعی، عدم کنجکاوی در کار دیگران، تسامح و مدارا و زیستن در سایه قانون می‌شود. شهر به ما انتخاب‌ها و فرصت‌های بیشتری برای خود بیانگری می‌دهد، بعد زیبایی شناختی ذهن و زبانمان را تغییر می‌دهد و ما را از نیازهای مادی بسوی نیازهای فرامادی مانند خودشکوفایی، احترام به دیگران، رعایت ادب، نیاز به صلح، دوستی، محبت و عشق سوق می‌دهد. شهر با گسترش سازمان‌ها و موسسات فرهنگی، رسانه‌ها، مطبوعات و سواد خواندن و نوشتن، خرد جمعی را تقویت می‌کند و به افراد کمک می‌کند تمایلات و انتظارات جمعی خود را شکل دهند و به گوش قدرت برسانند؛ بنابراین، شهر به مثابه یک موقعیت اجتماعی و فرهنگی، نقش مهمی در شکل‌دادن به عواطف و احساسات و افکار و رفتار و شخصیت شهری ساکنانش دارد. شهرمی تواند با ارتقای ذهنی شهروندان و تنوعات فرهنگی، ظرفیت آرزومندی و در نتیجه شادی شهروندان را ارتقا دهد.

### دانشگاه

#### فرهنگ دانشگاهی و نشاط علمی
فاضلی، نشاط دانشگاهی را یک وضعیت ساختاری در آموزش عالی می‌داند که در آن مجموعه ساختارهای آموزشی- پژوهشی و فرهنگ دانشگاهی بتوانند انگیزه لازم برای ساختن هویت دانشگاهی را فراهم کنند. او فرهنگ دانشگاهی را تمام ارزش‌ها، باورها و رخدادهای درون دانشگاه می‌داند که در معنای ایده‌آل با ساز و کارها و عملکردهای دانشگاه انطباق پیدا می‌کنند. به اعتقاد فاضلی، فرهنگ دانشگاهی در صورتی می‌تواند منجر به نشاط دانشگاهی شود که متناسب با منطق اقتضای سازمان هنجاری دانشگاه عمل کند. استفاده از اسطوره‌ها و قهرمانان اندیشه، بهره‌مندی حداکثری از توانش زبانی، وجود آزادی بیان و استقلال دانشگاه، لازمه تحقق نشاط دانشگاهی و شکوفایی ارزش‌های وجودی انسان یعنی پرسیدن، دیدن، کنجکاوی و سخن گفتن در دانشگاه هستند.

#### نگارش دانشگاهی
فاضلی یکی از مسئله‌های علوم انسانی و اجتماعی ایران را کم توجهی به «سواد دانشگاهی» به ویژه امر نوشتن و نوشتن مولد می‌داند و معتقد است نوشتن آکادمیک با بی‌تفاوتی آکادمیک روبروست. در حالی که نویسندگی برای علوم انسانی و اجتماعی، مانند دیگر دانشها، کارکرد هستی بخش و هویت دهنده دارد و بدون نوشتن و نویسندگی، علوم انسانی و اجتماعی هم نخواهد بود. چالش نوشتن در آکادمیای علوم انسانی و اجتماعی علاوه بر دستگاه معرفت‌شناسی پوزیتیویستی حاکم بر این رشته‌ها، از طریق دستگاه اداری نظام آموزش و نظام دیوان سالاری کشور نیز تحت فشار است. چنانچه در نظام آموزش عمومی و عالی ایران، ارزشیابی و پاداش دهی به فعالیت‌های فکری، نه براساس میزان خلاقیت و کیفیت بلکه براساس میزان مراعات قواعد صوری روش تحقیق و اصول معین ارائه گزارش و مقاله‌نویسی است؛ بنابراین، برای تغییر این شرایط باید هم به بازاندیشی در دستگاه معرفت‌شناسی حاکم بر علوم انسانی و اجتماعی بپردازیم، هم نظام آموزشی و برنامه‌های درسی را بازبینی و نقد کنیم و هم برای گسترش آزادی‌های آکادمیک تلاش کنیم. راهبرد مؤثر برای ایجاد این تغییر، «راهبردی معطوف به عاملیت» است. در این راهبرد، نوشتن به مثابه امری وجودی تلقی می‌شود؛ یعنی نوشتن را برای برساختن خود، خلق خویشتن و خودبارورسازی قرار دادن. آگاهی و استفاده از روش‌های تحقیق کیفی مانند مردم نگاری و خودمردم نگاری، می‌تواند به ما کمک کند تا نوشتن را به چالش‌های وجودی خود گره بزنیم و نوشتن را امری وجودی تلقی کنیم.

#### کاربردی‌سازی علوم انسانی
فاضلی معتقد است بنابر گفتمان غالب در علوم انسانی در ایران امروز، این علوم، سودمند، کارآمد و کاربردی نیستند. با این حال در بحث از ناکارآمدی علوم انسانی در ایران، هیچ استنادی به هیچ تحقیق علمی ای وجود ندارد. علاوه بر این، غربی بودن این علوم، مانع سودمندی آن‌ها نمی‌شود و کارآمدی علوم انسانی، ضرورتاً نیازمند وجود چهره‌های جهانی این رشته در ایران نیست. به اعتقاد فاضلی، گفتمان علوم انسانی در ایران، یعنی گفتمانی که شیوه سخن گفتن، دیدن، نشان دادن و فهمیدن ما را از علوم انسانی نشان می‌دهد، مبتنی بر ایده ناب گرایی است و دارای دو شاخه مذهبی و سکولار است:شاخه مذهبی یا سنتی، علوم انسانی را به دلیل ناسازگاری با مبانی دینی و سنت‌ها ناکارآمد می‌داند و شاخه لیبرال یا سکولار، علوم انسانی را منطبق با سرمشق جهانی یا غربی یا امر ناب معرفتی و انسانی نمی‌داند. در هر دو دیدگاه، تجربه مواجهه واقعی ما با علوم انسانی به دقت کاویده نشده است. ایجاد یک زبان کارآمد و متناسب با تحولات روز، به عنوان یک رکن انسجام و موجودیت تاریخ معاصر ایران توسط زبان شناسان و محققان ادبی و شکل‌دادن سازمان‌های جدید در جامعه به کمک علوم انسانی و اجتماعی از جمله کاربردهای علوم انسانی در ایران بوده‌اند. از نظر فاضلی، مهم‌ترین کاربرد علوم انسانی این است که این علوم در واقع شکلی از اخلاق است و تمرین در این علوم، نوعی تمرین اخلاقی است. این دانش‌ها، جامعه مارا به یک جامعه معتدل و مدرن تبدیل کرده، مدنیت را برای ما به ارمغان آوده و افراد باسواد و خلاق پرورش داده است.

### روش تحقیق

#### نقد گفتمان روش تحقیق
فاضلی را می‌توان یکی از منتقدان سرسخت گفتمان روش تحقیق در آکادمیای ایران دانست. او در سخنرانی‌ها و مقالات مختلف، این گفتمان را نقد کرده است. از نظر فاضلی، روش برای تولید علم نیست اما جامعه علمی ایران، آن را راهی برای تولید علم می‌داند. در واقع نوعی صورت‌گرایی وارد تحقیق شده است که ما آن را روش تحقیق تلقی کرده‌ایم. در نظام دانشگاهی ایران یک «گفتمان فن سالار» غلبه یافته است. در گفتمان فن‌سالارانه، علم در ذات خود ارزشی ندارد بلکه ارزش آن در سودمندی‌های مختلفی است که احتمالاً برای آن می‌توانیم تعریف کنیم. فاضلی معتقد است ما نباید روش را به معنای فن تقلیل دهیم، بلکه باید آن را به معنای فرهنگ تعریف کنیم. فرهنگ، شیوهٔ زندگی و زندگی روزمره یک انسان پژوهشگر است.

#### اتواتنوگرافی(Auto ethnography) یا خود مردم‌نگاری
فاضلی به عنوان یکی از نمایندگان انسان‌شناسی مدرن و مطالعات فرهنگی در ایران، نوآوری‌های مهمی در روش‌شناسی این رشته‌ها داشته است. یکی از نوآوری‌های او در این زمینه، ترویج روش اتواتنوگرافی بوده است. فاضلی اتواتنوگرافی را یک رویکرد روش‌شناسانه در مطالعات حوزه علوم انسانی، اجتماعی و فرهنگی می‌داند که هدف و دال مرکزی آن «مطالعه خود» و «توجه به خود» است. منظور از خود در اینجا، محقق است. به اعتقاد فاضلی، در این روش، محقق داده‌های تحقیق را براساس زندگی شخصی اش تهیه می‌کند؛ یعنی کارها، تجربیات، فعالیت‌های شغلی و فراغتی و نقش‌های اجتماعی محقق، منبعی برای تولید دانش هستند. بعبارت دیگر، در این روش، خویشتن یا خود به عنوان راهبردی روش شناسانه برای اندیشیدن، نوشتن و خلاقیت بکار می‌رود؛ بنابراین در اتواتنوگرافی، ابژه و سوژه شناخت یکی هستند. فاضلی با توجه به کاربردهای گسترده اتواتنوگرافی، آن را روشی برای تولید آگاهی جمعی می‌داند و معتقد است این روش، راهی برای بروز خلاقیت و تأثیرگذاری و عاملیت محقق است. چرا که فرد محقق از این طریق می‌تواند روایت‌های جزئی را به روایت‌های کلان پیوند بزند. فاضلی اتواتنوگرافی را دموکراتیک‌ترین روش تحقیق می‌داند، چرا که امکان شنیده شدن صداهای مختلف را فراهم می‌کند. فاضلی کتاب «مردم نگاری‌های سفر» را براساس روش اتواتنوگرافی نوشته است. او در این کتاب با بکارگیری مجموعه وسیعی از مفاهیم و نظریات علوم اجتماعی، تجربه زیسته خود را مسئله مند کرده و بدین ترتیب سطح خرد (کنشگر) و کلان (تاریخ و فرهنگ) را به هم پیوند زده است.

### انسان‌شناسی روان‌شناسی و شناختی

#### شادی
از نظر فاضلی، تلقی شادی به عنوان یک امر احساسی و عاطفی، برداشتی ناقص از این مفهوم است. چرا که امروزه، شادی به عنوان یک حق و خواست جمعی و عمومی مطرح است نه امری فردی و خصوصی، یعنی شیوه زیستن و تفکری که تبدیل به روح و جان جمعی جامعه شود. فاضلی معتقد است ایجاد این شادی جمعی در جامعه، مستلزم تحولات ساختاری است. شادی نتیجه گسترش امکانات مادی و رفاهی یا تولید برنامه‌های رسانه‌ای شاد نیست بلکه محصول یک توسعه فرهنگی است، یعنی توسعه‌ای مبتنی بر شکوفایی و رشد خلاقیت‌ها و ظرفیت انسانی. در این الگوی توسعه، تنوعات قومی، جنسیتی، زبانی و مذهبی گروه‌های اجتماعی، به مثابه ظرفیت‌های نهادی و سرمایه‌های فرهنگی شناخته می‌شوند. این الگوی توسعه، نیازمند تسامح و مدارا و تحمل فرهنگ‌هاست. علاوه بر این، این الگو مستلزم به رسمیت شناختن مفهوم سبک زندگی است. سبک زندگی مبتنی بر انتخاب‌های فردی ما در کالاهای فرهنگی، مادی، رسانه‌ای و … است که هویت فردی و جمعیمان را می‌سازد. یک ساختار اجتماعی، سیاسی و اقتصادی توسعه‌گرا، یک سبک زندگی سازنده را شکل می‌دهد. چنین ساختاری، افراد را در انتخاب‌های مصرفی خود به هم‌افزایی دانش، هنرها، بهبود شرایط محیط زیست و ملاحظهٔ اقتضائات و الزامات انسانی سوق می‌دهد؛ بنابراین، به اعتقاد فاضلی شادی محصول عدالت، سرمایه، مشارکت اجتماعی و مصرف فرهنگی بالا در جامعه است. همچنین، وجود نظام آموزشی ای که بتواند خلاقیت و شکوفایی را در انسان‌ها پرورش دهد و بدین ترتیب ارزش‌های زیبایی‌شناختی، هنری و فرامادی را اولویت بخشد، پیش شرط وجود یک جامعه شاد است. البته این به معنای عدم اهمیت توسعه اقتصادی نیست. پول و ثروت، لازمه شکوفایی یک جامعه است. اما نوسازی و پیشرفت اقتصادی در صورتی به شادی جمعی می‌انجامد که سبک و کیفیت زندگی و نیز سلامت و توسعهٔ اجتماعی را هم در نظر داشته باشد. از نظر فاضلی، خانواده ایرانی معاصر، اصل شادی و تولید لذت را به عنوان یک نیاز ضروری پذیرفته و می‌کوشد با بکارگیری تکنولوژی‌ها و امکانات سرگرم‌کننده و شادی بخش (مانند تلویزیون و اینترنت)، برگزاری جشن‌های خانوادگی (مانند جشن تولد و سالگرد ازدواج)، سفرهای خانوادگی و تفریحات خانوادگی (مانند رفتن به رستوران) این نیاز را تأمین کند. اما داشتن خانواده و جامعه شاد، نیازمند وجود امید است. امید به معنای امکان مشارکت گسترده افراد و خانواده‌ها در زندگی اجتماعی، اقتصادی، سیاسی و فرهنگی است. همچنین خانواده و جامعه شاد، نیازمند گسترش علایق و آرزوهای افراد و تلاش برای تحقق آن خواسته هاست.

#### شوخی و طنز
فاضلی معتقد است شوخی و طنز را باید به عنوان یک امر اجتماعی و فرهنگی در نظر گرفت. چنانچه امروزه، شوخ‌طبعی، یکی از ابعاد شخصیت پایه و همگانی ما ایرانیان به‌شمار می‌رود. شوخ‌طبعی ایرانیان از نوع شوخ‌طبعی فیلسوفانه است که برای بیان حکمت‌های زندگی جمعی بکار می‌رود. شوخی برای ایرانیان تنها جنبه سرگرمی ندارد بلکه از آن برای بیان مسائل انسانی و اجتماعی و حل معضلات و مشکلات زندگی خود استفاده می‌کنند. از نظر فاضلی، می‌توان شوخ‌طبعی را نوعی ژنتیک فرهنگی ایرانیان دانست، یعنی با استمرار تاریخی شوخ‌طبعی در زندگی و شخصیت ایرانی، رمزگان و راهبردهای گوناگون شوخ‌طبعی به نحوی در وجود ایرانیان استقرار یافته که گویی بخشی از فیزیولوژی و «طبیعت ثانویه» ما شده است. به‌طوری‌که گرایش ایرانیان به طنز را می‌توان بیشتر به ناخودآگاه ضمیر جمعی آنان نسبت داد.
فاضلی تمایل انسان امروزی به طنز و فیلم‌های کمدی را نیز نوعی «مواجهه طنازانه» با مصائب زندگی مدرن می‌داند. زندگی رسانه‌ای، جهانی، اطلاعاتی، فراغتی و شبکه‌ای شده امروز انسان ایرانی همراه با آسیب‌ها و بحران‌های روانی و اجتماعی، ژانر کمدی و طنز را به راهبردی اجتماعی-فرهنگی برای بهزیستی در جهان پارادوکسیکال مدرن و کالای پرطرفداری برای «مصرف فراغت» تبدیل کرده است؛ بنابراین، فاضلی، طنز را راهبردی فرهنگی می‌داند که انسان‌ها، گروه‌ها و جوامع با استفاده از زبان و اشکال گوناگون نمادپردازی برای دیدن و نشان دادن موقعیت خود به کار می‌گیرند. در حقیقت طنز، هم برآمده از فرهنگ است و هم پیش‌برندهٔ فرهنگ. ویژگی مهم طنز، ماهیت نشانه شناسانه آن است. طنز به‌مثابهٔ نوعی نمادپردازی، شیوه‌ای از اندیشیدن است. همچنین طنز، علاوه بر بعد زیبایی شناسانه، دارای مؤلفه‌های نازیبایی‌شناسانه یعنی ویژگی‌های اقتصادی، اجتماعی یا سیاسی و فرهنگی فراتر از تمهیدات ادبی، تکنیک‌های ذوقی یا مؤلفه‌های فرمی و بیانی نیز هست. چند ویژگی مهم طنز در دوران مدرن عبارت است از:
- تولید و مصرف انبوه طنز. پیامد نامطلوب این مصرف انبوه، کالایی شدن و هاله‌زدایی از طنز است.
- شهری و کلان‌شهری شدن طنز. در واقع نوعی «طنز عامیانهٔ مدرن کلان‌شهری» شکل گرفته است.
- جهانی – محلی شدن یا محلی - جهانی شدن طنز.

به اعتقاد فاضلی، طنز امروزه بیش از آن که طغیان‌گری، انقلابی‌گری و شالوده شکنی را ایجاد کند، در خدمت ایجاد نوعی آگاهی انتقادی است که هدف آن نوعی سازگار کردن انسان امروزی با موقعیت کلان‌شهری بوروکراتیک پروبلماتیک است و نه طغیان او ضد جریان‌ها و ساختارها؛ و نهایتاً اینکه، در فهم مقوله طنز در ایران «مسئله و جایگاه زبان» دارای اهمیت بسیار است. طنز، شکل یا صورتی از زبان است که گاهی به صورت کلام و واژه و گاه به صورت تصویر و گاه اشیا خود را نشان می‌دهد. چرا که وقتی از زبان طنز و طنز زبانی سخن می‌گوییم، کمابیش به‌عنوان یکی از ویژگی‌های ملی یا شخصیت پایه‌ای ایرانی آن را در ذهن خود تداعی می‌کنیم.

#### امید اجتماعی
یکی از مفاهیم مورد توجه فاضلی در حوزه انسان‌شناسی روان‌شناسی، امید اجتماعی است. فاضلی امید اجتماعی را نوعی شناخت و آگاهی می‌داند. این شناخت شامل آگاهی فرد از تصویر خود، جامعه و رابطه با جامعه است. این معرفت در واقع، نوعی قابلیت و توانمندی است که به ما امکان ایفای نقش‌های اجتماعی و همچنین مداخله در جامعه به منظور تغییر و بهبود وضع موجود را می‌دهد. علاوه بر این فاضلی، امید اجتماعی را «امید مشترک یک ملت» و «ظرفیتی فرهنگی» می‌داند. این وضعیت فرهنگی نوعی «شرایط شناسایی» یعنی امکان ابراز خود برای گروه‌های فرودست جامعه فراهم می‌کند. براساس این تعریف، تحولاتی مانند رشد تکنولوژی‌های ارتباطاتی اعم از رسانه‌های اجتماعی و شبکه‌های مجازی و شبکه‌های تلویزیونی دولتی و منطقه‌ای و رادیوها و اینترنت، گسترش نظام آموزشی اعم از آموزش عالی و آموزش ابتدایی و متوسطه، تحولات سیاسی اعم از مشروطه، نهضت ملی و به ویژه انقلاب اسلامی و توسعه شهر و شهرنشینی، با خلق شرایط شناسایی، نوعی ظرفیت آرزومندی و امید مشترک در جامعه ایرانی ایجاد کرده‌اند.

#### تنهایی
فاضلی معتقد است، تنهایی در دوران معاصر یک «تنهایی وجود شناسانه» است، نه تنهایی جمعیتی و ارتباطی. به بیان دیگر، انسان معاصر دچار یک «تنهایی ساختاری» است. در این تنهایی، ما نمی‌توانیم با گذشته تاریخی خود، یک ارتباط معنادار و اصیل پیدا کنیم. از آنجایی که وجود تنهایی در ساختارِ احساسی، جنبه همگانی و عمومی دارد، می‌توان آن را نوعی «تنهایی اجتماعی» دانست که هم زمینه اجتماعی و هم پیامدهای اجتماعی دارد از نظر فاضلی، هم‌زمان با کاهش اهمیت اجتماعی مذهب یا نهاد دین و فاصله گرفتن از معنادهی به زندگی در دوران مدرن، میزان تنهایی اجتماعی افزایش یافته است. راهبرد «مصرف فرهنگی» مانند استفاده از منابع دینی، شکل‌دادن صورت‌های تازه‌ای از ایمان، بکارگیری علوم، گسترش روان‌شناسی، یوگا، روانکاوی، روان درمانی و گسترش اشکال تازه‌ای از ادبیات و هنرها، راهبردهایی هستند که انسان معاصر برای مواجهه با «تنهایی اجتماعی» ابداع کرده است. همچنین، گسترش آگاهی انتقادی، گسترش رشته‌های علوم انسانی و اجتماعی، توسعه هنرها و ادبیات، توجه به تنوعات و تکثر فرهنگی، گردشگری، بازاندیشی و بازآفرینی سنت و میراث فرهنگی و تاریخی در بافت تاریخی معاصر، از سازوکارهای جامعه معاصر برای مواجهه با پدیده تنهایی اجتماعی است. فاضلی، خوانش خوش‌بینانه و امیدوارکننده از تنهایی، یعنی شناسایی تنهایی، استفاده از آن و غلبه بر آن، یکی از ساز و کارهای ذهن جمعی جامعه برای مواجهه با رنج تنهایی است.

### مسئله سوژگی در ایران معاصر
فاضلی مسئله سوژگی در ایران معاصرش را در چارچوب مناسبات دولت و ملت تحلیل می‌کند و معتقد است این مناسبات نحوه شکل‌گیری دولت مدرن و فرایند دولت-ملت‌سازی از ابعاد مهم تجربه تاریخی «ما» هستند که نیازمند واکاوی و بررسی‌اند. در همه اجتماعات فرایند شکل‌گیری دولت-ملت همراه با بازاندیشی، بازتعریف و بازآفرینی وجوه مختلف جامعه بوده است. در این مسئله مند سازی، جوامع مجموعه تاریخ و فرهنگ چند هزار ساله خود را «اُبژه» شناسایی و تغییر و دگرگونی قرار داده‌اند. جوامع اروپایی به‌دلیل بستر تاریخی طولانی و با تکیه بر فرایند استعمار و بهره‌کشی از منابع جهانی، توانسته‌اند میراث تاریخی، تمدنی و فرهنگیشان را در تجربه معاصر خود، به نحو مطلوب، متوازن و ثمربخشی ادغام کنند و رضایت نسبی همه گروه‌های اجتماعی را به‌دست آورند. خلق سوژه‌های مناسب معاصر، یعنی پرورش انسان‌هایی که در یک رابطه ارگانیک و کارکردی، نیازهای یک نظام سیاسی جدید را تأمین می‌کنند و به‌طور داوطلبانه و به منظور خود تحقق بخشی و پاسخ به نیازهایشان، در موقعیت‌های سوژگی مشارکت دارند، یکی از مهم‌ترین ویژگی‌ها و کارکردهای دولت مدرن است. مهم‌ترین بحران پرابلماتیک ما در ایران معاصر، عدم توفیق در شکل‌دادن به یک فرایند منطقی، کارآمد و مؤثر میان رابطه سوژه و سیاست است؛ چرا که از ابتدای شکل‌گیری تجربه تجدد در ایران، عمده فعالیت دولت متوجه برساختن دستگاه دولت و ایجاد یک رابطه یکسویه، سرکوبگرانه و مبتنی بر اعمال قدرت عریان با سوژه بوده است. عدم استقلال نسبی سوژه‌های فردی و اجتماعی - از قبیل قومیت‌ها، مذاهب، زبان‌ها و جنسیت‌ها- و عدم تفکیک نهادی یعنی به رسمیت نشناختن استقلال حوزه‌های فرهنگ، اقتصاد و اجتماع توسط سیاست، باعث شکل‌گیری سوژه‌های مقاوم و نوعی فضای دوقطبی میان نظام سیاسی و سوژگی در ایران شده است. تعدیل مناسبات میان سوژه و سیاست و تبدیل این رابطه مکانیکی و سرکوبگرانه به رابطه‌ای همراه با احترام و پذیرش استقلال نهادها، نیازمند تحول شیوه مواجهه ما با دانش، به رسمیت شناختن علوم انسانی و اجتماعی و گسترش این علوم در فضای سیاسی اجتماعی است. علوم انسانی و اجتماعی، علاوه بر ایجاد یک زبان مشترک برای گفتگوی اجتماعی میان سوژه‌های فردی و اجتماعی با سامان سیاسی، ایده‌ها و مفاهیم خلاقانه و متناسب با شرایط فراپیچیده دنیای معاصر را فراهم می‌کنند.

## نقد اندیشه‌ها و آثار
یکی از آثار فاضلی که مورد توجه و نقد صاحب نظران مختلف علوم اجتماعی قرار گرفته است کتاب مردم نگاری سفر (۱۳۹۰) است. روزنامه شرق ویژه نامه شماره ۶۰ خود (۲۲ اردیبهشت ۱۳۹۰) را به‌طور کامل به معرفی و نقد این کتاب اختصاص داد. محمد امین قانعی راد، این اثر را نشان دهنده نوع جدیدی از تولید دانش می‌داند که دارای کارکرد آموزشی و همچنین برقراری گفتگو با جامعه است. غلامرضا خاکی نیز کتاب مردم نگاری سفر را به عنوان خدمتی به دانش مدیریت و تحولات اجتماعی معرفی می‌کند که البته دارای اشکالاتی مانند ساختار آشفته، نامشخص بودن زمان رخداد برخی از حوادث مهم، وجود اطلاعات غیرلازم در متن و عدم استفاده از پاورقی است. علیرضا کمره‌ای نیز معتقد است زبان و لحن کتاب مردم نگاری سفر، غیررسمی و گرم و محتوای آن، نشان دهنده تولید علم است. به اعتقاد کمره‌ای، عدم وجود فهرستی مناسب و عدم استفاده از تصاویر را می‌توان از نقاط ضعف کتاب دانست. مرتضی قلیچ، این کتاب را از اولین نمونه‌های سبک نوشتاری اتواتنوگرافی می‌داند که با نثری درخشان و بکارگیری تصاویر هنری، بیان احساسات، استفاده از شعر و ضرب‌المثل، زیبایی دو چندانی یافته است. اما این سبک نوشتاری در برخی بخش‌های کتاب، به سبک ژورنالیستی فارغ از مشاهدات تجربی تغییر یافته است. علاوه بر این، علایق شخصی نویسنده در انتخاب برخی موضوعات، مانع از نمایان شدن روابط قدرت نهفته و نابرابری‌های اجتماعی شده است. ناصر فکوهی، کتاب مردم نگاری سفر را نمونه خوبی از تداوم سنت سفرنامه‌نویسی مبتنی بر ارزش‌های مردم نگارانه می‌داند که در میان نسل جدیدی از انسان شناسان مدرن ادامه یافته است. محمد سعید ذکایی، کتاب مردم نگاری سفر را را فعال‌کننده سوژگی می‌داند. چرا که نویسنده، از سنت نگارش آکادمیک، تحلیل انتزاعی و توهم علمی فاصله گرفته است. همچنین این کتاب، با دوری از قوم محوری، در اکثر قضاوت‌ها، عدالت و تأمل را رعایت کرده است. به اعتقاد ذکایی، فاضلی در این کتاب اعتدال میان نگاه عینی و نگاه ذهنی را حفظ کرده است. اما در این کتاب به ابعاد منفی سرمایه‌داری و انواع سرکوب‌ها و تبعیض‌ها اشاره‌ای نشده است. یزدان منصوریان، تمایز این کتاب از آثار مشابه را، رویکرد مردم شناسانه نویسنده به پدیده‌های اجتماعی، مناسبات فرهنگی، رسانه‌ها، خیابان‌ها و همه مشاهداتش می‌داند؛ بنابراین عنوان کتاب، با محتوای ان کاملاً سازگار است. از نظر منصوریان، این کتاب برای ما چهار دستاورد دارد: شناخت خود، یادگیری گفتگو، کسب دانش، نگرش تطبیقی و شناخت دیگری.
اثر دیگر فاضلی که مورد نقد و بررسی قرار گرفته، کتاب «تجربه تجدد» است. رحیم محمدی معتقد است فاضلی در این کتاب، از بدفهمی‌های رایج در علوم اجتماعی ایران در رابطه با مفهوم تجدد و مدرنیته و دوگانه سنت و تجدد، گذر کرده و تجدد را به عنوان یک امر اجتماعی واقعی و شیوه‌ای از زندگی بررسی می‌کند. فاضلی همچنین دستگاه مفهومی جامعه‌شناسی و انسان‌شناسی را برای توضیح واقعیت اجتماعی فرهنگی ایران، توسعه داده و غنا بخشیده است. به اعتقاد محمدی، یکی از امتیازات کتاب، تلقی تاریخمندی و سنت مندی از تجدد ایرانی است. اما نویسنده در توصیفات خود به جنبه تراژیک و حزن‌انگیز تجدد نپرداخته و در برخی جاها تغییرات را ساده‌سازی کرده است. همچنین به نظر محمدی، فاضلی به تضادها، تناقض‌ها، مقاومت‌های فرهنگی و مشکلات تجدد ایرانی توجه نکرده است.
«پشت دریاها شهری است» کتاب دیگری از فاضلی است که نویسندگان و صاب نظران علوم اجتماعی آن را نقد و بررسی کرده‌اند. جبار رحمانی «پشت دریاها شهری است» را کتابی تخصصی در حوزه روش می‌داند. از نظر ناصر فکوهی، این کتاب نشان دهنده فاصله گرفتن از رویکردی است که مردم‌شناسی را علم مطالعه جوامع دور می‌داند. اون این اثر را حرکت مثبتی در تولید علم می‌داند. فکوهی معتقد است، عنوان این کتاب، نوآورانه و نشانگر یک دیدگاه متفاوت است و استنادهای آن به منابع و نویسندگان ایرانی نیز وجه مثبت آن است. همچنین این کتاب، به خوبی تاریخچه، مباحث نظری و اساسی در حوزه مردم نگاری و تاریخ مدرن را بیان می‌کند. فکوهی، مهم‌ترین خدمت این کتاب را احیای واژه مردم نگاری براساس یک روش علمی است. البته این کتاب می‌توانست به روابط بین واژگان مختلف در حوزه مفهومی مثل مردم نگاری، مردم‌شناسی، انسان‌شناسی، سنت‌های منطقه‌ای و بحث روش، بیشتر بپردازد.
اثر دیگری از فاضلی که توسط اندیشمندان علوم اجتماعی نقد و بررسی شده، کتاب «تاریخ فرهنگی ایران مدرن» است. محمد سعید ذکایی معتقد است این کتاب، مجموعه منجسم و جذابی برای تحلیل فرهنگ و زندگی روزمره ایران ارائه داده است. به اعتقاد ذکایی، این کتاب دارای امتیازاتی از جمله مواجهه بی واسطه با پدیده و تجارب همراه با چشم‌اندازی مفهومی و نظری، ارائه گونه‌شناسی‌ها، جسارت در مفهوم سازی، نگاه بین رشته‌ای، ارائه تصویری از گستره مسایل و محورهای مطالعاتی، اتکا به تجربه زیسته، داشتن نظم و چارچوب فکری منسجم، سبک نگارش توصیفی، روایتی و غیر پیچیده، تأمل در تحول فرهنگ رسانه‌ای و نگاه دیالکتیکی به تحولات فرهنگی است. از نطر ذکایی، نادیده گرفتن شرح سیاست و دلیل انتخاب مضامین، عدم اشاره به سایر دستورکارهای مرتبط و عدم تناسب حجم فصول و سازمندهی متناسب آن‌ها، از جمله کاستی‌های این کتاب هستند. داریوش رحمانیان نیز معتقد است این کتاب، مسئله اکنون جامعه ایرانی را به خوبی مطرح کرده و مدخل مناسبی برای تحقیقات عمیق‌تر است. از نظر رحمانیان، نویسنده، وقایع تاریخی و اجتماعی را خلاقانه بررسی کرده، پرسش‌های جدید مطرح کرده و فضا را برای گفتگوی جدی فراهم کرده است. علیرضا ملایی نیز این کتاب را نقطه عطفی برای پیوند تاریخ و علوم اجتماعی می‌داند که افق‌های تازه‌ای را گشوده است. به اعتقاد ملایی، این کتاب نوآورانه، یک منبع تاریخی محسوب می‌شود، رویکرد جدیدی به مورخان ارائه می‌دهدو از روش‌های متنوع استفاده کرده است. ملایی، ضعف منبع شناختی، نپرداختن به منابع اصلی و نقد داده‌های تاریخی را از کاستی‌های کتاب می‌داند.
دیگر اثر نقادی شده فاضلی، کتاب فرهنگ و شهر است. این کتاب، در برنامه تلویزیونی کارنامه، نقد و بررسی شد. سید عبدالله انوار، این کتاب را سرآغازی برای معرفی مطالعات فرهنگی شهر می‌داند که با رویکردی بین رشته‌ای، راهگشای علاقه‌مندان به مطالعات شهری است. با این حال این کتاب، به بیان تفاوت «مباحث فرهنگ و شهر اصیل» و «فرهنگ و شهر تقلیدی» نپرداخته است. جواد مهدی‌زاده، این کتاب را بواسطه نگاه میان رشته‌ای و غیر ایدئولوژیک بودن، بسیار ارزشمند می‌شمارد. علاوه براین، نگاه جهان محلی، نگاه پسامدرن به شهر، تأکید بر روش کیفی، نظریه آفرینی، بکارگیری مفاهیمی مانند ظرفیت آرزومندی و گسل از ویژگی‌های مثبت کتابند که بررسی تهران به مثابه یک شهر فرهنگی را امکان‌پذیر ساخته‌اند. با این حال، از نظر مهدی‌زاده، ابهام مفهوم چرخش فرهنگی، عدم پرداختن به فرهنگ شهرنشینی و مفهوم کلان‌شهر، دوگانگی در ساختار بخش اول کتاب و عدم استفاده از نمودار و عکس را کاستی‌های کتاب می‌داند. محمد امین قانعی راد، ویژگی ارزشمند کتاب فرهنگ و شهر را تلاش برای پر کردن خلأ نظریه‌پردازی به جای بازی با اطلاعات، و حسن آن را نگاه فرهنگی و نرم‌افزاری به جای نگاه کالبدی و پوزیتویستی به شهر می‌داند. البته قانعی راد با دیدگاه کتاب دربارهٔ تحلیل قلمروهای سیاسی، اجتماعی و اقتصادی در فرهنگ مخالف است و معتقد است این کتاب، علی‌رغم استفاده از نظریات جامعه‌شناسی، این گفتمان را طرد می‌کند. پرویز اجلالی نیز این کتاب را دارای متنی روان، جذاب و نظام مند برای توصیف زندگی شهری می‌داند که توانسته نظریه را به سطح زندگی روزمره بکشاند و زندگی اجتماعی را مشاهده کند. اما به اعتقاد او، این کتاب، به عوامل اقتصادی و سیاسی در تحلیل حیات شهری تهران، توجه کمی‌کرده است. علاوه بر این، به نظر اجلالی، برخی فاکت‌های تاریخی مربوط به تحولات شهری، ناقص و کوتاه هستند.
کتاب «مردم نگاری آموزش» فاضلی نیز در انجمن مطالعات درسی ایران، معرفی و نقد شد. زهرا نیکنام، این کتاب را طلایه دار اتخاذ رویکرد فرهنگی به مسایل آموزش و پرورش می‌داند. از نظر نیکنام، ویژگی برجسته کتاب در بکارگیری این نگاه فرهنگی در همه فصول و طرح نمونه‌های علمی برای آن رویکرد نظری است. او این کار را با نگارش متنی روان، پرکشش و خوش خوان انجام می‌دهد. علاوه بر این، راز برجستگی تحلیل‌های کتاب، استدلال کردن براساس زمینه‌های تاریخی و فرهنگی ایران معاصر است؛ بنابراین، گویا فاضلی، اندوخته تجارب معلمان ایران معاصر را پردازش و تصویر پردازی کرده است. همچنین، نیکنام بکارگیری روش خود مردم نگاری و تکیه بر تجربه زیسته را دلیل جذابیت این کتاب می‌داند.

## آثار

### تألیفات
- مدرن، یا، امروزی شدن فرهنگ ایران: رویکردی انسان شناختی و مطالعات فرهنگی، نعمت‌الله فاضلی، تهران: پژوهشکده مطالعات فرهنگی و اجتماعی. ۱۳۸۷.[۴۹][۱۴۰][۱۴۱][۱۴۲]
- فرهنگ و دانشگاه، تهران: نشر ثالث، ۱۳۸۷ (چاپ دوم ۱۳۹۳).[۱۴۳][۱۴۴]
- انسان‌شناسی مدرن در ایران معاصر: تاریخچه، تحولات، مسائل و چالش‌ها، نعمت‌الله فاضلی، تهران: نسل آفتاب. ۱۳۸۸.[۱۴۵][۱۴۶][۱۴۷]
- مردم نگاری سفر: توصیف‌ها و تحلیل‌های انسان شناختی از فرهنگ و جامعه امروز غرب، نعمت‌الله فاضلی، تهران: آراسته، ۱۳۹۰.[۱۲۹][۱۳۱][۱۴۸][۱۴۹][۱۵۰][۱۵۱][۱۵۲]
- مردم نگاری آموزش: چند مطالعه مردم نگارانه در زمینه آموزش و پرورش ایران امروز. نعمت‌الله فاضلی. تهران: انتشارات علمی، ۱۳۹۰.[۱۵۳][۱۵۴][۱۵۵]
- انسان‌شناسی فرهنگی. جستارهایی دربارهٔ قلمرو نظری و عملی انسان‌شناسی فرهنگی. تهران: انتشارات آراسته. ۱۳۹۰.
- کافی شاپ و زندگی شهری. تهران: انتشارات تیسا. ۱۳۹۱.
- خانواده و زندگی شهری. تهران: انتشارات تیسا. ۱۳۹۱.
- همسایگی و زندگی شهری. انتشارات تیسا. ۱۳۹۱.
- فرهنگ و شهر: چرخش فرهنگی در گفتمان‌های شهری با تکیه بر مطالعات شهر تهران. نعمت‌الله فاضلی. تهران: اداره کل مطالعات اجتماعی و فرهنگی شهرداری تهران و انتشارات تیسا، ۱۳۹۱.[۱۳۷][۱۵۶][۱۵۷][۱۵۸]
- مردم نگاری هنر: جستارهای جامعه‌شناختی و انسان‌شناختی در زمینه هنرها و ادبیات. نعمت‌الله فاضلی. تهران: انتشارات فخراکیا. ۱۳۹۱.[۱۵۹]
- مردم نگاری فرهنگ: مطالعات انسان شناختی دربارهٔ فرهنگ ایران امروز و دیگر فرهنگ‌های جهان. اداره کل مطالعات فرهنگی بین‌المللی. ۱۳۹۱.
- نگرشی نو به سیاست فرهنگی: سیاست فرهنگی از دیدگاه مطالعات فرهنگی. (با همکاری مرتضی قلیچ). تهران: انتشارات تیسا. ۱۳۹۲.[۱۶۰][۱۶۱][۱۶۲]
- بررسی متون طنز عامیانه ایرانی. (با همکاری امیر هاشمی مقدم). تهران: نشر علم. ۱۳۹۳.[۱۶۳][۱۶۴][۱۶۵][۱۶۶][۱۶۷]
- تاریخ فرهنگی ایران مدرن (گفتارهایی در زمینه تحولات گفتمانی ایران امروز از منظر مطالعات فرهنگی). تهران: پژوهشگاه علوم انسانی و مطالعات فرهنگی. ۱۳۹۳.[۲۶][۱۳۴][۱۶۸][۱۶۹][۱۷۰][۱۷۰][۱۷۱][۱۷۲]
- پشت دریاها شهری است: فرایندها، روش‌ها و کاربردهای مردم نگاری شهری. تهران: انتشارات تیسا. ۱۳۹۲.[۱۳۳][۱۷۳][۱۷۴][۱۷۵][۱۷۶][۱۷۷][۱۷۸]
- در حوالی همین کوچه‌ها: گفتگوهایی در زمینه فرهنگ امروز ایران. تهران: نشر علم، ۱۳۹۳.[۱۴][۱۵][۱۶]
- تجربه تجدد: رویکرد انسان شناختی به امروزی شدن فرهنگ ایران. تهران: پژوهشکده مطالعات اجتماعی و فرهنگی، وابسته به وزارت علوم. ۱۳۹۴.[۱۳۲][۱۷۹][۱۸۰]
- مسئله چیست؟ مسئله‌شناسی فرهنگی از دیدگاه مطالعات فرهنگی. تهران: مرکز پژوهش‌های مجلس شورای اسلامی (به صورت الکترونیک و آن لاین) ۱۳۹۴.[۷۱]
- زنانه شدن فضای شهری در ایران امروز (با تکیه بر فضای کلان‌شهر تهران). تهران: انتشارات علمی و فرهنگی ۱۳۹۵
- شادی و فرهنگ: شادی از دیدگاه انسان‌شناسی و مطالعات فرهنگی. تهران: اداره کل مطالعات اجتماعی شهرداری تهران. ۱۳۹۵

### ترجمه‌ها
- فرهنگ و توسعه: رهیافت مردم شناختی به توسعه، یونسکو، نعمت‌الله فاضلی (مترجم)، محمد فاضلی (مترجم). تهران: مرکز پژوهش‌های بنیادی وزارت فرهنگ و ارشاد اسلامی، ۱۳۷۶.
- انسان‌شناسی فرهنگی: جستارهایی دربارهٔ قلمرو نظری و عملی انسان‌شناسی فرهنگی، جیمز پیپلز، جان بتی، گریک بایلی، رالف گریلو، آدامسون هوبل، نعمت‌الله فاضلی (مترجم)، تهران: آراسته. ۱۳۹۰
- تاریخ فرهنگی چیست؟، پیتر برک، نعمت‌الله فاضلی (مترجم)، مرتضی قلیج (مترجم)، تهران: پژوهشکده تاریخ اسلام. ۱۳۸۹.
- بازاندیشی در سیاست فرهنگی، جیم مک گوییگان، نعمت‌الله فاضلی (مترجم)، مرتضی قلیج (مترجم)، تهران: دانشگاه امام صادق. ۱۳۸۸.
- فرهنگ جهانی: رسانه، هنر، سیاست‌گذاری و جهانی شدن، دایانا کرین، نوبوکو ناواشیما، کنجی کاوازاکی، نعمت‌الله فاضلی (مترجم)، مرتضی قلیچ (مترجم)، محمد روشنی (ویراستار)، تهران: دانشگاه امام صادق. ۱۳۸۸.
- سیاست فرهنگی، توبی میلر، جورج یودیس، نعمت‌الله فاضلی (مترجم)، مرتضی قلیچ (مترجم)، تهران: دانشگاه امام صادق. ۱۳۸۹.
- روش‌های پژوهش تصویری در علوم اجتماعی: بینش‌های آگاهی بخش. استفان اسپنسر. نعمت‌الله فاضلی (مترجم)؛ مرتضی قلیچ (مترجم)، تهران: مرکز پژوهش و سنجش افکار صدا و سیما. ۱۳۹۵.